# Johannes Mensinga
Johannes Aletta Marinus Mensinga (* 15. August 1809 in Utrecht, Niederlande; † 6. August 1898 in Flensburg) war niederländischer Prediger, Schriftsteller und Architekt der Remonstrantenkirche Friedrichstadt.

## Herkunft und Ausbildung
Mensinga kam als Sohn des Kaufmanns Eento Lesterhuis Mensinga und seiner 2. Frau Johanna Aletta Suidhof zu Welt. Er studierte 1826 in Utrecht Theologie und wurde 1834 Pastor der niederländisch-reformierten Kirche in Sijpekarspel, einer kleinen Gemeinde in West-Friesland. Dort heiratete er im selben Jahr Pieternella Jacoba Barbas (1810–1895). Ein Jahr später übernahm er die Stelle als Prediger, die er bis 1850 ausübte. In dieser Zeit verfasste er zahlreiche Schriften und Abhandlungen. Besondere Aufmerksamkeit fand sein dreiteiliges Werk „Die Verehrung der Maria, der Mutter unseres Herrn“ (Haarlem 1846/47), welches insbesondere durch eine bis dahin einmalige kunsthistorische Analyse auffiel. Kunst und Religion zog sich auch durch zahlreiche weitere Werke Mensingas. Die berühmte niederländische Schriftstellerin Anna Louisa Geertruida Bosboom-Toussaint (1812–1886) gehörte zu seinen größten Bewunderern, teilte seine kulturhistorische Leidenschaft und ließ sich – als häufiger Gast in seinem Pfarrhaus – von den gemeinsamen Gesprächen inspirieren.

## Erbauer der neuen Remonstrantenkirche in Friedrichstadt
1850 folgte er einem Ruf der Remonstranten-Gemeinde ins schleswig-holsteinische Friedrichstadt – ohne selber bis dahin der Remonstrantischen Bruderschaft anzugehören. Diese Stelle galt als besondere Auszeichnung, denn Friedrichstadt war die erste Gemeinde dieser protestantischen Religionsgemeinschaft mit einer eigenen Kirche. Schon 1621 hatte der damalige König von Dänemark und Herzog von Schleswig-Holstein, Friedrich der III., die Holländer mit dem Versprechen der Glaubensfreiheit nach Friedrichstadt geholt und nur vier Jahre später wurde 1625 die erste Remonstrantische Kirche dort eingeweiht. Mensinga erreichte Friedrichstadt Anfang 1850 mitten in den Wirren des Schleswig-Holsteinischen Krieges. Dänische Truppen hatten die mit ihrem Übergang über die Eider strategisch wichtige Stadt besetzt, die Schleswig-Holsteiner wollten sie zurückerobern. Vom 29. September bis zum 4. Oktober 1850 wurde Friedrichstadt von Schleswig-Holsteinischen Truppen belagert und beschossen, obwohl die Einwohner als Befürworter der Unabhängigkeit Schleswig-Holsteins galten. Eine Rückeroberung gelang jedoch nicht, die Schleswig-Holsteiner verloren den Krieg. Unter den 137 Häusern, die vollkommen niederbrannten, war neben dem Rathaus auch die alte Remonstrantenkirche, die als militärisches Quartier genutzt worden war.
Mensinga, der mit vielen anderen Friedrichstädtern nach Husum geflohen war, setzte sich sofort nach Ende des Krieges für den Neubau ein, führte Sammlungen durch, arrangierte Buchveröffentlichungen und Stiftungsgründungen zur Finanzierung des Baues. Sein jahrelanges kunsthistorisches und architektonisches Selbststudium halfen ihm bei den Planungen, deren Umsetzung 1852–1854 exakt nach seinen Vorstellungen durch den Architekten Johann Friedrich Holm aus Rendsburg erfolgte. Mensinga ließ das Bauwerk im spätklassizistischen Stil errichten – „klar, hell, schlicht, offen und frei“. Am 3. Mai 1854 wurde die neue Remonstranten-Kirche eingeweiht. Der 38 Meter hohe Kirchturm wurde schnell zum Wahrzeichen der Stadt.
In der Folgezeit veröffentlichte Mensinga weitere kirchliche und kulturhistorische Schriften und Aufsätze, nunmehr auch in deutscher Sprache. 1858 trat Mensinga, der bis dahin nur von der niederländisch-reformierten Kirche ausgeliehen gewesen war, der remonstrantischen Bruderschaft bei. Im Deutsch-Dänischen Krieg 1864 half er im Hospital in Friedrichstadt und sorgte für die Behandlung preußischer Verwundeter, wofür er ein Jahr später den Preußischen Kronenorden, 4. Klasse erhielt. Trotzdem stand Mensinga der preußischen Einverleibung Schleswig-Holsteins kritisch gegenüber. 1867 verweigerte er mit Hinweis darauf, dass er vom Staat Holland als Prediger bestellt worden war, den obligatorischen Lehnseid auf den preußischen König. Zum Geburtstag Kaiser Wilhelm I. am 22. März 1871, versagte Mensinga dem stattfindenden Festzug der Friedrichstädter zur Pflanzung einer Friedenseiche anlässlich des gewonnenen Deutsch-Französischen Krieges das Glockengeläut der Remonstrantenkirche und seine Anwesenheit. Die preußenkritische Rechtfertigung seines Verhaltens veröffentlichte er im Eiderstädter und Stapelholmer Wochenblatt. Sie wurde daraufhin vor allen Dingen in den dänisch-freundlichen Zeitungen des Landes, aber auch im Deutscher Demokrat vom 9. April 1871 (Kaiserslautern) veröffentlicht, der den „Schleswig-Holsteinern aufrichtiges Glück zum Besitze eines so wackeren Bürgers“ wünschte. Das Schulamt der preußischen Regierung in Schleswig unter Oberpräsident Carl von Scheel-Plessen entzog ihm daraufhin das Recht der Schulinspektion für Unterrichtserteilung in holländischer Sprache. Weitere persönliche Konsequenzen für Mensinga konnten nur durch Vermittlung der Friedrichstädter Bürgermeisters Wiese verhindert werden.
1871 veröffentlichte er auch seine Schrift Über alte und neuere Astrologie, die sich noch heute im aktuellen Reprint auf dem Buchmarkt befindet. 1881 wurde Mensinga emeritiert. 1887 unterstützte er seinen Sohn Wilhelm Mensinga, den berühmten Frauenarzt und Wegbereiter der Geburtenkontrolle, beim Kampf um die Anerkennung seiner Verhütungsmethoden mit der Schrift Über religiöse Bedanken gegen die willkürliche Unfructbarkeit (facultative Sterilität). Mansinga starb 1898 und wurde auf dem Remonstranten-Friedhof hinter seiner Kirche beerdigt, wo das Familiengrab noch heute zu besichtigen ist. Dort bestattet ist auch sein Sohn Wilhelm Mensinga.

## Ehrungen
- Seine Heimatstadt Friedrichstadt ehrte ihn mit der Benennung der „Pastor-Mensinga-Straße“.

## Schriften
- De haan: eene oudheidkundige voorlezing, gehouden in de Amsterdamsche afdeeling der Hollandsche Maatschappij van fraaije kunsten en wetenschappen, ohne Ort und Jahresangabe.
- Vier leerredenen met eenige bijlagen, Johannes van der Hey, Amsterdam 1843.
- Diorismen over Kerkzang en kerkmuzijk in "De Gids", Jaargang 9 (1845).
- De Maria der kerk en de Maria der kunst in "De Gids", Jaargang 9 (1845).
- De Leviet en zijn Bijwijf in "De Gids", Jaargang 10 (1846)
- Het gebruik van het heilig licht (nimbus, gloria, aureool) in de christelijke Kunst, Amsterdam 1846.
- Luther’s sterfdag: door eenen hervormden leerar met zijne gemeente godsdienstig herdacht, Johannes van der Hey, Amsterdam 1846.
- De vereering van Maria de Moeder onzes Heeren, E.F. Bohn, Haarlem 1846/47.
- Studiën over heilige kunst in "De Gids", Jaargang 11 (1847)
- Beoordeelingen en aankondigingen in "De Gids", Jaargang 11 (1847)
- Oldenbarneveld, de Staten Van Holland En Leycester in 1585 en 1586 (mit Hugo Beijerman), 1847.
- Over gebreken en verbeteringen in het bestuur en de organisatie der Nederlandsche Hervormde Kerk, Amsterdam 1847.
- Drie hoofdsteden. Eene Historische Studie in "De Gids", Jaargang 12 (1848)
- De zaag der formulieren van eenigheid in de Nederlandsche hervormde kerk, Johannes van der Hey, Amsterdam 1848.
- Over vertegenwoordiging en verkiezing in de Nederlandsche Hervormde Kerk: een woord ter gelegenheid van de grondwetsherziening, gelijktijdig in die Kerk en in den staat, Amsterdam 1848.
- De godsdienstvrede van 1648 in 1848 herdacht, 1848.
- Het gebed voor den landverhuizer, P. B. van Waning Bolt, Amsterdam 1849.
- Overdrukken en Recensien in de Boekzaal der geleerde wereld 1845–1850, 1851.
- Verhandeling over de liturgische Schriften: de Nederlandsche hervormde kerk, E. Thierry en Mensing, Gravenhage 1851.
- Mijne twee merkwaardigste leerredenen. Uitg. ten behoeve van den wederopbouw der kerk van de remonstrantschgereformeerde gemeente te Frederikstad aan den Eider, P.N. van Kampen, Amsterdam 1852.
- Bibliographisch album (zusammen mit Johan Carl Zimmermann) in "De Gids", Jaargang 18 (1854)
- Reorganisation of the government of the Protestant church of the Netherlands in 1848 (zusammen mit A. Francken; Gerard Heinrich van Senden; Hendrick Jan Spijker; O.G. Heldring; A.P.A. Du Cloux; J. Borsius; C. Hooijer; C.W. Pape; Adrianus Bakker; J.W. Tydeman), 1847–1855.
- Blicke in die Geschichte der christlichen Musik. Kirchenrede bei der Einweihung der neuen Orgel in der remonstrantisch-reformirten Kirche zu Friedrichstadt, mit vielen historischen Erläuterungen namentlich über die Geschichte der Orgel, zum Besten des Orgelbaues in der evangelisch-lutherischen Kirche daselbst, Schleswig und Tönning 1855.
- Bijdragen tot de geschiedenis onzer Middeleeuwsche Koloniën, bijzonder die in Holstein, 1860.
- Brieven uit Sleeswijk, 1864.
- Die gemeinschaftliche Intradencasse: Beitrag zur finanziellen Geschichte Friedrichstadts, Friedrichstadt 1868.
- Theologisches und Erbauliches; Ueber die Fortdauer des persönlichen Bewusstseins nach dem Tode, in Langes Zeitstimmen 1870.
- Ueber alte und neuere Astrologie, C. Habel, Berlin 1871 (Nachdruck 2012).
- Het geheim der Armada van 1639 in "Vaderlandsche letteroefeningen", Jaargang 1875,
- Das Ranziongeld im Eiderstedter und Stapelholmer Wochenblatt 1876, Nr. 30.
- Die Wahrzeichen unserer Häuser in „Ditmarser und Eiderstedter Bote“, Friedrichstadt 1876, Nr. 96 und Nr. 98.
- De Hollandsche Familien In Frederikstad aan de Eider, in: Bijdragen voor Vaderlandsche Geschiedenis en Oudheidkunde II, 9/1877, S. 331–354 (Nachdruck 1991).
- Die Abzeichen der Religion in den Wappen, in: Vierteljahresschrift für Heraldik, Sphragistik und Genealogie, 7/1879, S. 224–253.
- De Nederlandsche taal in Duitschland, 1879.
- Die Religionsfreiheit in Friedrichstadt im Eiderstedter und Stapelholmer Wochenblatt 1880, Nr. 36.
- Bijdragen tot de geschiedenis owzer middeleeuwsche kolonien, bijzonder die Holstein, Gravenhage 1880.
- De Hollandsche taal in Frederikstad, 1880.
- Die städtischen Pachtstücke am Ende des 17. Jahrhunderts im Eiderstedter und Stapelholmer Wochenblatt 1881, Nr. 58.
- Die Jugendblüte unserer Stadt im Eiderstedter und Stapelholmer Wochenblatt 1881, Nr. 69.
- Friedrichstadt in den Kriegen des 17. Jahrhunderts im Eiderstedter und Stapelholmer Wochenblatt 1882 Nr. 75 und 76.
- De godsdienstvrĳheid in Frederikstad in "Bĳdragen voor vaderlandsche geschiedenis en oudheidkunde", ISSN 0920-5284  (1882), S. 103–118
- De grenzen der taalkundige Germanophobie, 1883.
- Catalogus van de kostbare bibliotheek over godgeleerdheid en kerkgeschiedenis (mit A. de Vlieger), H.G. Born, Amsterdam 1884.
- Frederikstad gedurende de oorlogen in Sleeswĳk-Holstein in de 17de eeuw : bĳdrage tot de geschiedenis der Hollandsche kolonie aan de Eider in "Bĳdragen voor vaderlandsche geschiedenis en oudheidkunde", ISSN 0920-5284  (1885), S. 128–135.
- De Marseillaise, C. Ewings, 1886.
- Über religiöse Bedanken gegen die willkürliche Unfructbarkeit (facultative Sterilität), Heuser, Berlin 1887.
- Opfertod und Auferstehung Jesu, in: Zeitschrift für wissenschaftliche Theologie, Bd. 34, 1891.